# Игнатьева, Нина Александровна
Нина Александровна Игнатьева (6 июля 1923, Москва — 15 марта 2019, Москва) — советский и российский кинокритик, заместитель главного редактора журнала «Искусство кино» (1975—1994). Заслуженный работник культуры РСФСР (1981).

## Биография
В 1946 году окончила театроведческий факультет Государственного института театрального искусства, печаталась с 1950 года. С 1957 по 1958 год работала ответственным секретарем секции кинодраматургии Оргкомитета Союза киноработников СССР. С 1958 года — в редакции журнала «Искусство кино». С 1975 по 1994 год — заместитель главного редактора журнала «Искусство кино». Кинокритик Юрий Богомолов писал:

Про особо одарённых живописцев, режиссёров, актёров часто можно услышать: он художник от бога. А про редакторов, самых уважаемых, слышать нечто подобное не приходилось. Так вот: Нина Игнатьева была редактором от бога. Я это не сразу понял. Очевидным оно стало с годами.
Член Союза кинематографистов, автор ряда статей и книг по вопросам киноискусства. Лауреат премии Союза кинематографистов СССР (1978).
Жена актёра Геннадия Сергеева.